# Giovanni Battista Re
Giovanni Battista Re (n. 30 ianuarie 1934, Borno, Provincia Brescia) este decanul colegiului cardinalilor. Între anii 2000-2010 a fost prefect al Congregației pentru Episcopi. În martie 2013 a fost președinte al conclavului din 2013.

## Biografie
Giovanni Battista Re provine dintr-o familie simplă din Val Camonica și care, din arhivele comunale, rezultă că familia sa este o veche familie care locuiește în Borno din 1630.  
A intrat în Seminarul din Brescia la o vârsta foarte fragedă, în 1945, imediat după cel de-al Doilea Război Mondial, a urmând aici studiile medii și superioare și a frecventând cursurile de filosofie și teologie. A fost hirotonit preot la la 3 martie 1957 de către episcopul de Brescia, Giacinto Tredici. A studiat  timp de trei ani la Seminarul Pontifical Lombard și a frecventat Universitatea Pontificală Gregoriană, unde a obținut licența în Drept Canonic. Din octombrie 1960 și tot anul 1961, a fost docent la Seminarul din Brescia și, în același 
timp, a exercitat și ministerul pastoral, ca vicar cooperator, în parohia Sfântul Benedict, la periferia Bresciei.

Stema cardinalului Giovanni Battista Re

Chemat în slujba Sfântului Scaun, la 1 iulie 1963 ca atașat la nunțiatura apostolică din Panama, a frecventat cursurile Academiei Diplomatice Pontificale. Începând cu 1967 a fost transferat la reprezentanța pontificală din Iran, unde a rămas până în ianuarie 1971, când a fost chemat să slujească pe lângă Secretariatul de Stat, ca secretar particular al substitutului de atunci, Giovanni Benelli. La 12 decembrie 1979 papa Ioan Paul al II-lea l-a numit consilier al Secretariatului de Stat. La 9 octombrie 1987 a fost promovat secretar al Congregației pentru Episcopi și consacrat episcop de către papa Ioan Paul al II-lea în Bazilica Sf. Petru din Roma. La 7 noiembrie în același an a devenit arhiepiscop titular de Vescovio și secretar al Colegiului Cardinalilor. 
În anul 1989 a fost numit substitut pentru probleme generale la Secretariatul de Stat. La 16 septembrie 2000 a fost numit prefect al Congregației pentru Episcopi și președinte al Comisiei Pontificale pentru America Latină. Ca substitut al Secretariatului de Stat, l-a însoțit pe papa Ioan Paul al II-lea în numeroase călătorii ale sale în Italia și în străinătate. Cu ocazia scurtei vizite pe care la 19 iulie 1998 a făcut-o la Borno, papa a salutat poporul după recitarea rugăciunii Angelus și a amintit de fiul acestei zone ca de „colaboratorul meu apropiat, drag și fidel”. 
Când a fost consacrat episcop și-a ales motoul „Virtus ex alto”, ceea ce amintește necesitatea ajutorului care vine de sus pentru a putea realiza ceva valid. L-a ales în amintirea Cardinalului Benelli care, la rândul său, și-l asumase întrucât fusese motoul cardinalului Elia Dalla Cost, arhiepiscop de Florența, și care-l hirotonise preot. 
A fost președinte al celei de-a zecea Adunări Generale Ordinare a Sinodului Episcopilor (octombrie 2001). 
A fost proclamat cardinal de Papa Ioan Paul al II-lea în consistoriul din 21 februarie 2001. Este titular al Bisericii Sabina e Poggio Mirteto.

## Alte activități
Cardinalul Giovanni Battista Re este membru al: 
- Consiliului celei de-a doua secțiuni a Secretariatului de Stat;
- Congregației pentru Doctrina Credinței;
- Comisiei Pontificale pentru Statul Cetatea Vaticanului.

## Prezența în România
Cardinalul Giovanni Battista Re a fost prezent în România la 15 august 2003, cu prilejul solemnității Adormirii Maicii Domnului, la Bazilica Minor din Cacica, ocazie cu care a ținut o omilie (predică) legată de Fecioara Maria.